# SmartThings
SmartThings Inc. — американська компанія та платформа домашньої автоматизації зі штаб-квартирою в Маунтін-В'ю, Каліфорнія, заснована 2012 року та зосереджена на розробці однойменного застосунку для автоматизації розумних будинків й Інтернету речей. Із серпня 2014 року є дочірньою компанією Samsung Electronics.
SmartThings дозволяє користувачам об'єднувати та контролювати різні розумні пристрої через єдиний застосунок. Платформа підтримує широкий спектр протоколів та стандартів, зокрема Zigbee, Z-Wave, Wi-Fi, Bluetooth, Thread та Matter, MQTT, CoAP а також інтеграції cloud-to-cloud з іншими хмарними сервісами такими як Google Assistant та Amazon Alexa.
Унікальність SmartThings полягає в її здатності інтегрувати пристрої від різних виробників. На відміну від інших платформ, які часто обмежені власними екосистемами, SmartThings прагне створити універсальне середовище для керування розумним будинком. Хоча Samsung не є однією з компаній великої трійки (Apple, Amazon, Google) вона активно розвиває SmartThings та співпрацює з іншими учасниками галузі та є драйвером розвитку сфери домашньої автоматизації та Інтернету Речей.

## Історія
SmartThings був задуманий співзасновником і колишнім генеральним директором Алексом Гокінсоном узимку 2011 року. Гокінсон розповідає, що заміський гірський будинок його сім'ї в Колорадо був сильно пошкоджений водопровідними трубами, які спочатку замерзли, а потім лопнули, що призвело до збитків на суму близько 80 000 доларів. Гокінсон зазначив, що міг би запобігти збиткам, якби знав, що відбувається всередині будинку. Протягом 2011 і 2012 років Гокінсон та інші співзасновники SmartThings працювали над створенням прототипу системи, що могла б допомогти уникнути таких проблем. Цей прототип ляже в основу успішної кампанії на Kickstarter, яку розробники запустили у вересні 2012 року. Кампанія залучила 1,2 млн доларів. Це другий за величиною краудфандинговий проєкт, присвячений розумному дому.
Зібравши 3 млн доларів під час початкового раунду фінансування в грудні 2012 року, SmartThings продовжила комерційний запуск своїх продуктів у серпні 2013 року, а потім залучила ще 12,5 млн у раунді фінансування Серії А наприкінці 2013 року.

### 2014—2021 роки
У серпні 2014 року Samsung Electronics оголосила про досягнення угоди щодо придбання SmartThings. Фінансові умови угоди ніколи не розголошувалися, але деякі професійні видання того часу оцінювали її у 200 мільйонів.
2016 року була запущена програма сертифікації пристроїв «Works with SmartThings». Вона дозволяє стороннім виробникам інтегрувати свої пристрої з екосистемою SmartThings, забезпечуючи сумісність та спрощене керування розумним домом.
2019 року з'явився SmartThings 2.0 з покращеним інтерфейсом, а згодом додалися сервіси домашньої допомоги: контроль повітря, опалення, енергоспоживання, догляд за одягом та домашніми тваринами.
2021 року компанія Samsung оголосила про впровадження локального API SmartThings Edge, що дозволяє керувати пристроями Zigbee, Z-Wave, Matter та іншими протоколами безпосередньо через SmartThings Hub без необхідності підключення до хмарних серверів. Це нова архітектура, яка використовує драйвери пристроїв на основі мови Lua та API правил для виконання автоматизацій локально.

### 2022—2024 роки
Значним кроком стала підтримка стандарту Matter у 2022 році. SmartThings першими серед IoT-платформ впровадили цей стандарт. Наразі підтримується версія 1.3. Того ж року Samsung створила Home Connectivity Alliance (HCA) — організацію, що дозволяє виробникам технічних пристроїв об'єднувати свої хмарні сервіси. Ключова особливість ініціативи — можливість керування технікою різних виробників через будь-який додаток учасників альянсу. Наприклад, користувач може контролювати побутові прилади Samsung за допомогою додатку LG ThinQ, або техніку LG — через SmartThings.
У січні 2022 року Samsung оголосила про інтеграцію програмного забезпечення SmartThings Hub у вибрані моделі своїх пристроїв, зокрема Samsung Smart TV, Smart Monitor та Family Hub 2022 року випуску. Це рішення дозволило цим пристроям виконувати функції хабу для розумного дому, підтримуючи підключення та керування різноманітними смарт-девайсами.
У жовтні 2024 року на конференції SDC 2024 виконавчий директор підрозділу пристроїв Samsung, Чон Хі Хан, повідомив про плани компанії додавати функціонал SmartThings Hub до всіх побутових пристроїв з екранами, включно з мікрохвильовими печами та пральними машинами. Це означає, що такі пристрої зможуть виконувати роль хабу для розумного дому, забезпечуючи централізоване керування іншими сумісними девайсами.

## Продукти та послуги
Спочатку SmartThings виробляв набір користувальницьких апаратних і програмних послуг, зокрема хаби та датчики. У червні 2020 року інженерний керівник SmartThings Марк Бенсон оголосив, що SmartThings відмовиться від виробництва власного апаратного забезпечення та зосередиться на програмному забезпеченні.
Samsung SmartThings Hub v2: був випущений Samsung і забезпечував підтримку протоколів Zigbee та Z-Wave, дозволяючи підключати широкий спектр сумісних пристроїв. Він надавав користувачам можливість створювати автоматизовані сценарії та керувати своїм розумним домом через додаток SmartThings.
Samsung Connect Home Pro був представлений 2017 року та поєднує функції маршрутизатора Wi-Fi стандарту AC2600 та хабу для розумного дому, забезпечуючи швидке бездротове з'єднання та можливість керування сумісними смарт-пристроями через додаток SmartThings. Він підтримує протоколи Wi-Fi, Zigbee та Z-Wave, що дозволяє інтегрувати різноманітні пристрої в єдину екосистему розумного будинку.
Samsung SmartThings Hub v3: у цій версії хабу були покращені дизайн та функціональність. Вона підтримувала ті ж протоколи зв'язку, що й попередня версія, але мала більш компактний дизайн та спрощений процес налаштування.
Aeotec Smart Home Hub: після рішення Samsung зосередитися на програмному забезпеченні, компанія Aeotec взяла на себе виробництво апаратного забезпечення для платформи SmartThings. Aeotec Smart Home Hub є ребрендованою версією SmartThings Hub v3 і забезпечує ту ж функціональність та сумісність з екосистемою SmartThings.
Samsung SmartThings Station: представлена на CES 2023, SmartThings Station є новітнім хабом від Samsung. Вона підтримує протоколи Thread, Bluetooth і Zigbee, стандарт Matter не підтримує Z-Wave. Окрім функцій хабу, Station також виконує роль швидкої бездротової зарядної станції потужністю до 15 Вт. Користувачі можуть налаштовувати автоматизовані сценарії та керувати пристроями через додаток SmartThings, а також використовувати інтеграцію з сервісом SmartThings Find для пошуку загублених пристроїв.

## SmartThings Edge
SmartThings Edge — це нова архітектура платформи SmartThings, яка дозволяє виконувати драйвери пристроїв безпосередньо на хабі, забезпечуючи локальне управління без залежності від хмарних сервісів. Це покращує швидкість реакції, надійність та безпеку роботи розумного дому. Edge-драйвери підтримують пристрої, що використовують протоколи Matter, Zigbee, Z-Wave та LAN, забезпечуючи широку сумісність з різноманітними смарт-пристроями. Для розробників доступний інструмент Edge Device Builder, який надає вебінтерфейс для вибору можливостей пристрою та підбору відповідного Edge-драйвера, спрощуючи процес інтеграції нових пристроїв у екосистему SmartThings.
SmartThings Edge Drivers — драйвери SmartThings засновані на Lua, що виконують роль перекладача між протоколами пристроїв Matter WiFi, Thread, Zigbee та Z-Wave — та мовою хаба SmartThings (SmartThings Capability model), це дозволяє пристроям працювати локально на хабі, що підвищує швидкість, надійність та функціональність.

## Переваги та недоліки
Головною перевагою SmartThings є сумісність з багатьма сторонніми пристроями, зокрема освітленням, замками, камерами та датчиками різних виробників, що дозволяє легко інтегрувати різноманітні розумні пристрої в єдину систему. Додаток SmartThings відзначається зручним інтерфейсом, який дозволяє користувачам керувати своїми пристроями, створювати автоматизовані сценарії та контролювати свій дім з одного місця. Можливість створення складних автоматизацій на основі різних тригерів, таких як час, стан пристрою або місцезнаходження, підвищує зручність та енергоефективність. Крім того, платформа інтегрується з голосовими асистентами, такими як Google Assistant та Amazon Alexa, що забезпечує безконтактне керування пристроями. Великою зміною на краще також є локальний контроль пристроїв (SmartThings Edge), що був запропонований замість центрального сервера раніше. Ще однією важливою перевагою є те, що SmartThings намагаються підтримувати найновішу версію стандарту Matter, що дозволяє мати найбільшу кількість функцій пристроїв та сумісність із пристроями попередніх версій. На початок 2025 року це версія 1.3.
Для новачків у сфері розумного дому велика кількість функцій та налаштувань може здатися складною та вимагати часу для освоєння. Хоча платформа підтримує широкий спектр пристроїв, не всі функції можуть бути доступні для кожного з них, що може призвести до непослідовного користувацького досвіду.